# Anevelde
Anevelde est un hameau dans la commune néerlandaise de Hardenberg, dans la province d'Overijssel. Le 1er janvier 2006, Anevelde comptait 47 habitants.

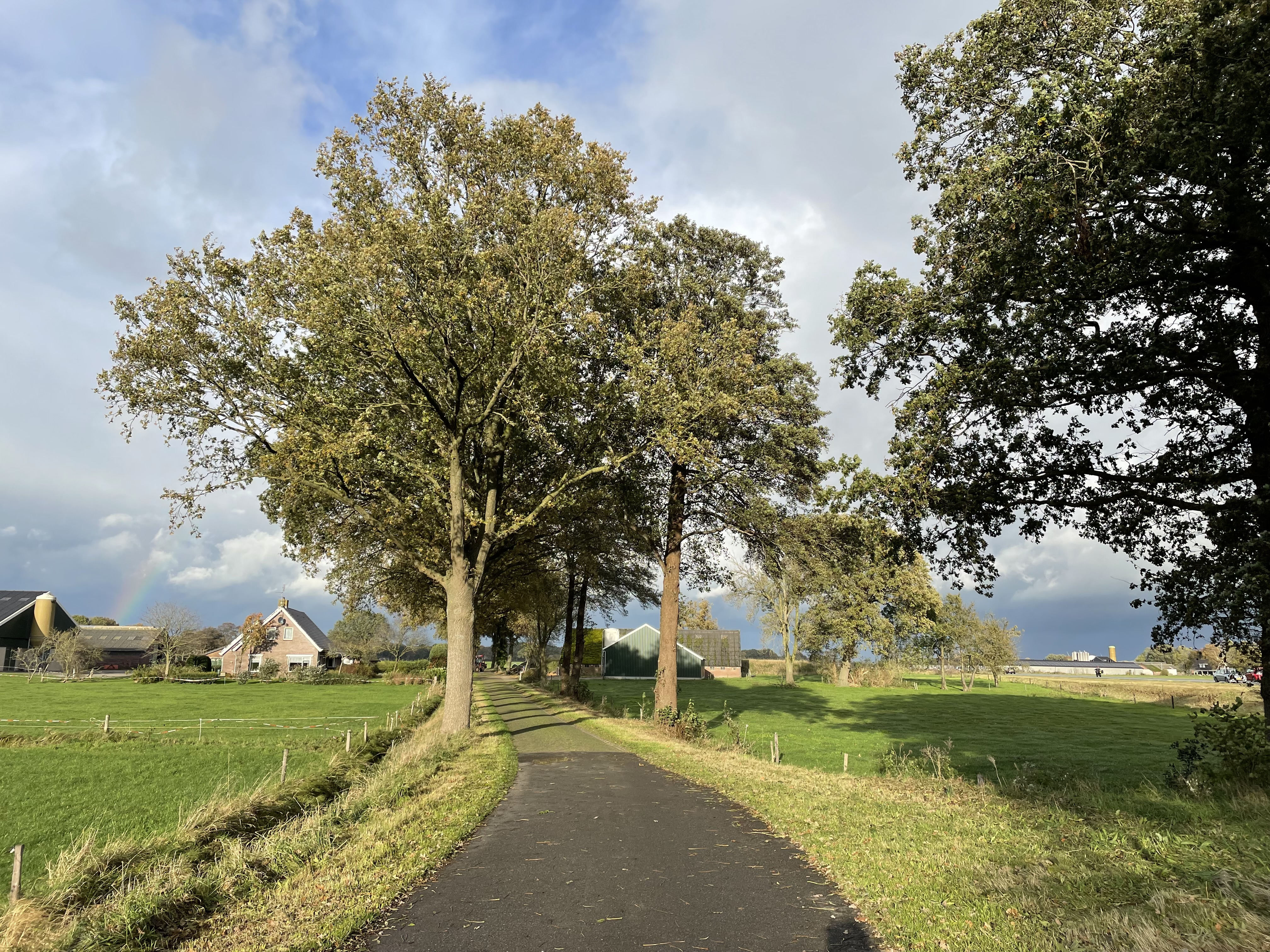
La Rue Pothof (Pothofweg) à Anevelde